# Баллиста, Джиджи
Джи́джи Балли́ста (итал. Gigi Ballista), настоящее имя — Луи́джи Балли́ста (итал. Luigi Ballista; 1 декабря 1918, Флоренция — 2 августа 1980, Рим) — итальянский актер. С 1961 по 1980 годы он снялся в более чем пятидесяти фильмах.

## Биография
Джиджи Баллиста родился во Флоренции в семье родом из Леньяго. Он окончил юридический факультет. В годы фашизма проживал в Падуе, где увлекся антифашистскими идеями. В юные годы Джиджи посвятил себя журналистике, а затем в 1950-е годы он работал в области кинопроизводства. В 1963—1964 годы он сыграл свои первые роли в кино, в качестве второстепенных персонажей. Впоследствии он сыграл многочисленных персонажей, среди которых были, в основном, комические.
Умер 2 августа 1980 года в Риме. Причиной смерти стал сердечный приступ.

## Личная жизнь
Джиджи Баллиста не был женат. Предполагают, что он был гомосексуален, хотя актер не обнародовал этот факт.

## Творчество
Первый фильм с ним был снят в 1961 году («Пароль „Виктория“»), последний фильм вышел на экраны уже после его смерти, в 1981 году («Саркастичный общественный помощник»). Всего актер снялся в 60 фильмах. Главным прорывом в его творческой жизни стал 1965 год, когда на экраны вышел фильм «Дамы и господа» (режиссёр Пьетро Джерми), где он сыграл врача Гвидо Кастеллана. Следующий успешный период — 1974 год, в фильме «Невероятные приключения итальянцев в России» он сыграл комедийную роль доктора, который потерял паспорт. Именно с этим фильмом он стал популярным актером в СССР и на постсоветском пространстве.
Актер появлялся преимущественно в комедийных фильмах. Хотя мы можем его увидеть и в драматическом кино, исторических картинах («Теплые ночи леди Гамильтон»), детективах («Отличный слалом для ограбления»).
Из-за дисфонии обладал запоминающимся голосом, что внесло вклад в его популярность.

## Избранная фильмография
- Мечтатель (1965)
- Приятные ночи (1966)
- Дамы и господа (1966) — Джакинто
- Аморальный (1967) — Дон Микеле
- Леди Гамильтон (1968)
- Галилео (1968) — прокурор-доминиканец
- Сатирикон Феллини (1969) — в титрах не указан
- Тайна Санта-Виттории(1969) — падре Паленто
- Калиффа (1970)
- Везёт богачам (1972)
- Невероятные приключения итальянцев в России (1973) — доктор-кладоискатель, потерявший паспорт
- Полицейская (1974) — адвокат
- Стависки (1974) — Гастон Анри
- Полицейская делает карьеру (1976) — начальник полиции Моретти
- Женщина воскресенья (1976)
- Салон Китти (1976) — немецкий генерал
- Конная лихорадка (1976)
- Одноклассник (1977)
- Полуночный экспресс (1978) — судья
- Я ненавижу блондинок (1980)